# Coquelicots (film)
Pour plus de détails, voir Fiche technique et Distribution.
Coquelicots est un film belge réalisé par Philippe Blasband, sorti en 2008.

## Fiche technique
- Titre : Coquelicots
- Réalisation : Philippe Blasband
- Scénario : Philippe Blasband
- Photographie : Nicolas Arnould, Antoine Bellem, Julie Lemasson, Nicola Oliverio, Valentine Paulus, Virginie Saint-Martin
- Société de production : Climax Films
- Pays d'origine :  Belgique
- Durée : 74 minutes
- Date de sortie : Belgique - 3 décembre 2008

## Distribution
- Laurent Capelluto : Fabrice
- Didier De Neck : le père de Rachel
- Véronique Dumont : Xénia
- Céline Peret : Rachel
- Serge Larivière : Antoine
- Cachou Kirsch : Anna
- Pierre Saternaer : Jean
- Claire Tefnin : Béa